# Ілля Бабинський
Ілля́  Васи́льович Ба́бинський (? — після 1650) — руський (український) шляхтич з роду Бабинських. Зем'янин у Луцькому повіті Волинського воєводства та Овруцькому старостві Київського воєводства Речі Посполитої.

## Біографія та діяльність
Відомо, що 1624 року Ілля Бабинський (Елія́ш, Гелія́ш) успадкував разом із братом Петром  частину батькових володінь у селах Бабин, Ольшани, Камінне, Селище та Лінчин. Згідно подимного реєстру 1629 року обидва мали сукупно 56 димів у родовому гнізді Бабин. Ілля Бабинський фігурує, як учасник звернення до варшавського сейму від 8 березня 1616 року. У ньому волинська шляхта зверталася до короля задля дотримання своїх зобов'язань, що були затверджені його присягою. У зверненні йшлося про утиски Православної Церкви, зокрема про повернення відібраних володінь у Києво-Печерського та Жидичинського монастирів. Також було подано прохання щодо звільнення міста Луцьк від військового постою, питання утримання «кварцяного війська», та отримання винагород за військові кампанії.
У 1644 році Ілля Бабинський отримав від Юрія Чаплича-Шпанівського у заставну оренду на два роки маєток рокитнівського ключа Старі Масевичі, та рудню на рεцε ωлъвε, що до нього належить. У січні 1650 року було зачитано його тестамент.
Відомі шлюби з: Анною Малащинською, Катериною Мнінською, Софією Конарською й Анною Рупневською.
Відомі нащадки: Анастасія, Миколай, Іван (Ян-Франциск) та Петро Бабинські.